# مدينة السواء
مدينة السواء وهي مدينة تاريخية يمنية تقع جنوب مدينة تعز، على بعد حوالي (30 كيلومتراً) تقريباً، وتبعد عن سوق النشمة بحوالي (9 كيلومتراً) على الخط الرئيسي المؤدية من تعز إلى التربة، وتعتبر السواء اليوم مركزاً لعزلة كبيرة من مديرية المعافر، وتضم عدداً من القرى.

## الموقع الجغرافي
يعتبر موقعها الجغرافي هام ويتحكم بطريق التجارة الذي كان يربط المدن اليمنية القديمة بشواطئ وموانئ البحر الأحمر، وقد اتخذها ملوك «بني الكرندي» مركزاً في (القرن الرابع الهجري).

## تاريخ المدينة
ورد ذكرها عند العديد من المؤرخين حيث ذكرت في «معجم البلدان لياقوت الحموي» المتوفي عام (626 هجرية) إلاَّ أنه لم يحدد مكانها تحديداً دقيقاً، كما ورد ذكرها في كتاب «المفيد لعمارة اليمني» وأشار إليها - أيضاً - «بن المجاور»، وقد بقي اسم مدينة السواء يتردد في المصادر التاريخية إلى العصر الحديث، ويسمى موقعها اليوم حصن القدم الواقع في عزلة السواء، والتي تبعد عن الحصن بما لا يزيد عن (كيلومترين)، وتدل الشواهد الأثرية والنقشية المكتشفة في اليمن حديثاً أن مدينة السواء وحصنها كانتا موجودتان قبل الإسلام.ومن هذه الشواهد يذكر النقش القتباني (ريبورتوا - 4329) الذي يعود إلى (القرن الثـاني ق. م)، تشييد محفد في مدينة «هربت» وهي «هجر _ جنو الزرير» وشيد هذا المحفد جماعة من مدينة الـسواء مقيمون في المدينة وأن مدينة السواء كان لها علا قة مباشرة مع تلك المدن القديمة. كما يذكر الـنقش (ja 585) من عهد «إل شرح يحضب ويازل بني ملكي سبأ وذي ريدان» في حوالي (منتـصف القـرن الثالث الميلادي) مدينة السواء «هجرن - سوم» ثلاثة مرات الأسـط ر (11 - 7 - 5)، ويـذكر صاحب كتاب «الطواف حول البحر الإريتري» أن مدينة السواء في المعافر وأن قيلها يقيم في المدينـة، ويشير إلى أن المسافرين كانوا يتجمعون في المدينة لاختيار الوقت المناسب للسفر بالبحر، مما أكـسب مدينة السواء عائدات كبيرة من الضرائب المفروضة على السلع التجارية في ميناء مـوزع الـذي كـان يستقبل ا لبضائع من خارج اليمن وداخلها، وبالتالي اكتسبت مدينة السواء أهمية كبيرة لذلك، فهي تعتبر منطقة استيطان حضاري تعود جذوره إلى (ما قبل الميلاد) وازدهرت في (القرون الأولى من الميلاد وما بعدها).

## المعثورات الأثرية
وفي الآونة الأخيرة عثر على نقش هام يلقي ضوءا ً جديدا ً على بعض الفقرات التي أوردهـا المؤرخـون ويعزز صحتها، قام بنسخه وتصويره الأستاذ «عبد الغني علي سعيد» الذي عكف بدراسة تتعلق بالموقع وبمدينة السواء ك محطة على طريق التجارة إلى البحر الأحمر، يبلغ طول الحجر (80 سم)، وارتفاعه (22 سم)، وسمكه (17 سم) يتألف من خمسة أسطر، كتب بطريقة الحفر الغائر علـى الحجـر، وحروفه صغيرة ومتزاحمة ومعناه الإجمالي
" كليب يهأمن عامل ش َّمر يهحمد ذي معافر وأجناد الأشاع ر والقبائل من الكلاع واعسيفري - عصيفري - وذي حبيل - الحبيل - شيد وأقام معبد الإله (ذي سماوي) إله أمير بالبرحة - بقعة رحبة - وسهله (المسماة) الصيرات (الكائنة) تحـت المدينـة سـواء (السواء) فليتعهد الإله (ذي سماوي) إله أمير بالسلامة والنجاة والحماية " لكليب يهأمن " وقبيلة " بني ذي معافر " سادة البيت (القصر) شبعان.